# 阅读荷马

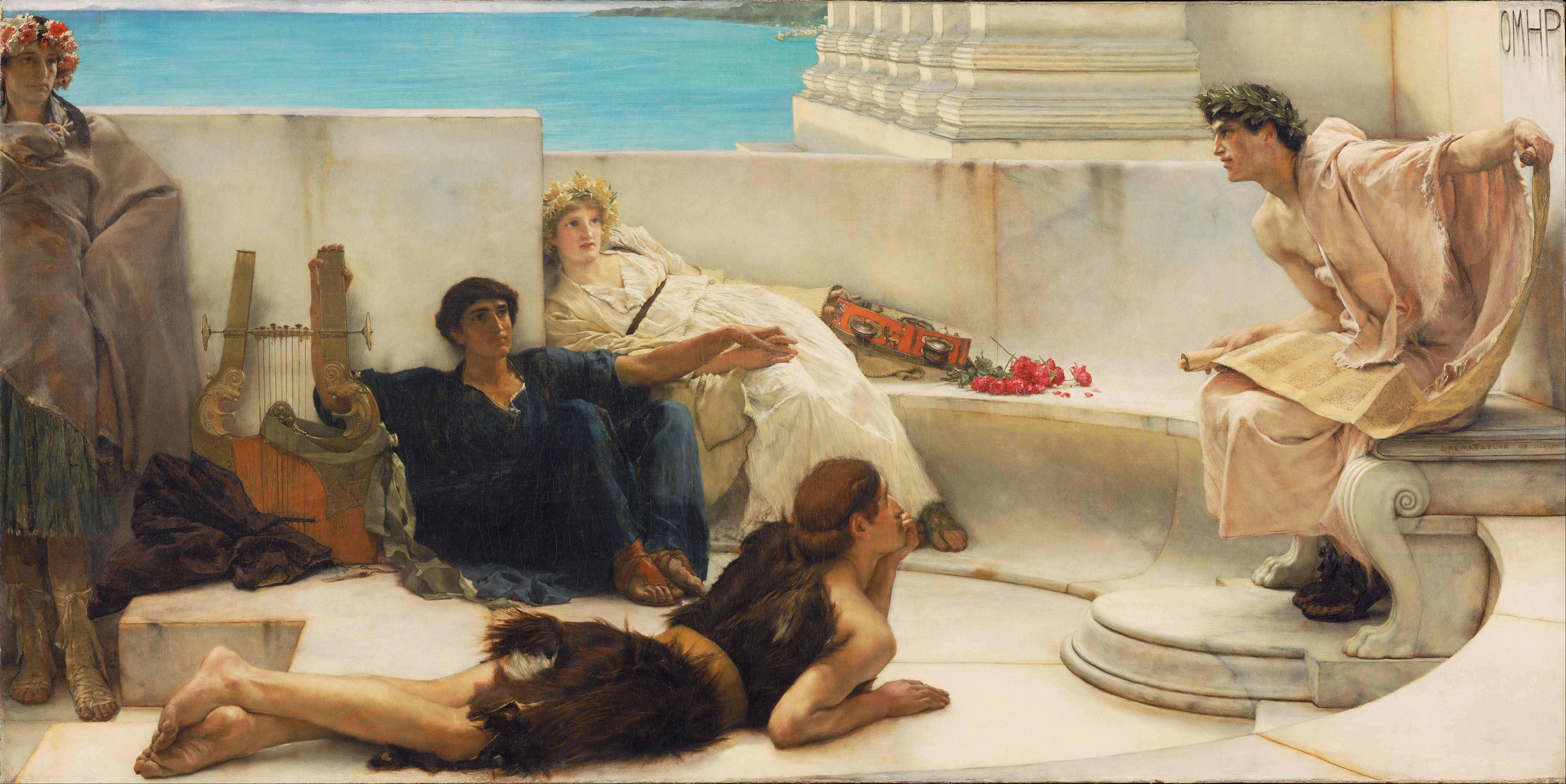
《阅读荷马》

《阅读荷马》（A Reading from Homer）是一幅由英国荷兰裔艺术家劳伦斯·阿尔玛-塔德玛创作的油画，绘于1885年，尺寸为91.8 cm × 183.5 cm（36.1英寸 × 72.2英寸）。画作描绘古希腊一个虚构的节日场景，年轻人在俯瞰大海的大理石阳台上为一小群观众朗诵诗歌。1924年，这幅画由费城艺术博物馆收藏。